# 小杉二郎
小杉二郎（日语：／ Kosugi Jirō，1915年3月25日—1981年2月17日）是日本工業設計師，畫家小杉放庵之子。他為日本東洋工業（馬自達汽車公司的前身）設計的馬自達R360 Coupe，就是使該公司從三輪貨車跨入四輪轎車領域的代表作。

## 生平略歷
1915年（大正4年）出生於日本東京都，為著名西洋畫家小杉放庵（本名國太郎）之次男。小杉二郎13歲時便自行製作出狀似琵琶的樂器，而獲得其父之褒獎。1933年進入東京美術學校（現改稱東京藝術大學）工藝科圖案部就讀，他選擇工藝科的目的不明，不過對於木工很有興趣，畢業作品是一套木製桌椅。
畢業後一年入伍當兵，在中國東北地區（满洲）的牡丹江與公主嶺服役。當時日本關東軍所屬的戰車第三連隊設有「公主嶺學校」，專門訓練儲備幹部，小杉二郎即為第一期240名學生之一。1944年（昭和19年）2月官拜中尉退伍，4月回到商工省工藝指導所東京本所工作。工藝指導所係為了振興工業設計及產業工藝，於1928年（昭和3年）所開設。由於戰時民生物資缺乏，金屬物品徵收不足，小杉以木製品代替且設計出飛行器，譬如「紅蜻蜓」練習機、「鴿子」觀測機等。
1945年（昭和20年）3月在東京大轟炸的慌亂局面中，小杉與針重敬喜的次女千鶴子舉行結婚儀式，5月卻又被緊急徵召入伍，進入新設於津田沼的戰車第45連隊。第二次世界大戰結束後，小杉在1947年（昭和22年）偕同山脇巖開設個人設計工作室「生產工藝研究所」。1952年小杉與渡邊力、金子德次郎、柳宗理等人一起成立日本工業設計協會（（日語）社団法人日本インダストリアルデザイナー協会，簡稱「JIDA」），並擔任理事一職。
1958年（昭和33年）出任該協會之理事長，卻與通商產業省藝匠獎勵審議會下轄的優良設計選定專門委員會正面發生衝突，因為他認為該委員會挾著官僚作風，企圖操控日本民間的優良設計，而真正優良的設計應該由消費者決定，這件事情恰好反映了他的正義感與反骨精神。
1981年2月17日小杉二郎因病辭世，享壽65歲。在他有生之年曾設計過縫紉機、汽車、摩托車、輸送用機械、家用電器、工具、保險櫃金庫等，顯示了他跨領域的工業設計能力。

## 參與設計之馬自達車款
小杉二郎最早參與東洋工業（馬自達之前身）車輛設計的歷史，可回溯至1953年（昭和28年）上市的CHTA型。後來最出名的，莫過於促使該公司從三輪貨車跨入四輪轎車領域的R360 Coupe。他曾設計過的馬自達車款包括：
- 馬自達MAZDA號：CHTA型、HBR型
- 馬自達K360
- 馬自達T600
- 馬自達Romper
- 馬自達R360 Coupe
- 第一代馬自達Carol
- 第一代馬自達B1500
- 第一代馬自達323：二門皮卡貨車

此外，1965年小杉二郎也曾與松本文郎一起合作，自行試作打造出一輛名為「MK600」的輕型車。

## 獲獎紀錄
- 1955年（昭和30年）：每日產業設計獎工業設計類，作品為馬自達三輪車與蛇眼牌縫紉機工業（日语：蛇の目ミシン工業）（（日語）蛇の目ミシン）[3]。

## 外部連結
- （日語）kotobank：小杉二郎 （页面存档备份，存于）
- （日語）小杉二郎小傳